# Sian Holt
Sian Holt es una detective ficticia perteneciente al universo Star Wars.

## Historia de publicación
Sian Holt apareció por primera vez en el número 1 de la miniserie de cómic estadounidense Star Wars: The High Republic: Trail of Shadows, que estuvo escrito por Daniel José Older y dibujado por David Watcher, siendo publicado el 30 de octubre de 2021 en Estados Unidos.

## Biografía ficticia
Durante la era de la Alta República, la detective privada Sian Holt tocaba música en vivo en el club Vaba Blanks Midnight Den en Coruscant. Para el año 231 ABY, se asoció con Keefar Branto, un criminal reformado bajo libertad condicional, a quien Holt monitoreaba con un dispositivo de rastreo. Una noche, mientras actuaba en el club, Holt vigiló a Branto tras su reunión con el criminal Urk Panga y lo siguió fuera del club con la esperanza de descubrir en qué problemas estaba involucrado.
Holt siguió a Branto y Panga hasta un callejón, donde se encontraron con una figura encapuchada. Branto descubrió que Holt los seguía, pero antes de que pudiera explicarse, Panga y la figura desaparecieron. Mientras los detectives los buscaban, Panga apareció herido de muerte por disparos de bláster, advirtiéndoles que huyeran. La figura encapuchada, un Tarnab, les disparó, matando a Branto y hiriendo a Holt en la mano. Antes de perder el conocimiento, Holt alcanzó su bláster y disparó al agresor.
El agresor huyó del lugar, no sin antes acabar con la vida de Keefar. Meses después, siendo aún incapaz de tocar con precisión tras el disparo en su mano, Sian fue convocada por la canciller suprema Lina Soh, quien la asignó en una misión con el maestro jedi Emerick Caphtor, informándoles a ambos de que Keefar estaba trabajando en realidad como espía de la República Galáctica para conseguir información sobre una nueva arma en el mercado negro que estaba siendo ofrecida por Arathab Fal, quien afirmaba ser un alto cargo de los Nihil (enemigos de los jedi), y quién era también el tarnab que atacó a Keefar y Sian. Juntos viajaron a un planeta en el sector Vorzyd para contactar con el nuevo espía, descubriendo que había sido asesinado en un gran conflicto. Encontraron el cuerpo lazerado de la víctima, así como marcas de garras y sables láser. El agente responsable del caso les informó de que en ese momento estaba teniendo lugar un conflicto entre una gran criatura e individuos Nihil, por lo que Sian y Emerick acudieron de inmediato. Al llegar encontraron a Arathab Fal. Tras su huida Sian quiso ir detrás de él, pero Emerick se lo impidió pues su droide le había colocado un rastreador.
Tras su estancia en el planeta, Sian y Emerick volvieron a Corusant, donde se reunieron con Elzar Mann para ponerle al corriente de la situación. Después, Sian actuó en su local habitual, reuniéndose de nuevo con estos en el Faro Starlight, después de que hubiesen acudido tras ser informados de un ataque sufrido por los jedis Terec y Keeve Trennis. Tras un incómodo encuentro entre Elzar y la maestra Avar Kriss, Emerick y Sian prosiguieron por su cuenta, con el de mostrarle a esta las instalaciones. Sian confesó que sentía un fuerte apareció por Emerick, y este le confesó que tenía miedo y que nunca había querido a nadie que no fuese un jedi hasta conocer a Sian. Finalmente, ambos compartieron un abrazo.
Tras ser informados por la espía Beesar Tal-Apurna, Sian se unió a Emerick y varios pilotos de la República en un ataque a un convoy en el que viajaban Arathab Fal y el doctor Kisma. Una vez dentro de la nave y en plena batalla, Emerick empezó a tener extrañas visiones que le debilitaron. Cuando Arathab se dispuso a matarle, Sian apareció en su ayuda y le cortó un brazo a este con el sable láser de Emerick. Ambos huyeron en busca de ayuda al Faro Starlight, sólo para descubrir que acababa de ser destruido.
En el faro Sian combatió contra los Shrii Ka Rai, responsables de la destrucción del Starlight tras ser liberados por los Nihil. Junto a Emerick rescató a multitud de jóvenes supervivientes y consiguió transporte una garra y muestras de sangre para que los Jedi pudiesen analizar a las criaturas.